# Cermet
I cermet (termine inglese, da cer(amic) met(al), "metallo ceramico"), in italiano cermeti, sono materiali derivanti dall'unione di un materiale metallico con una sostanza di natura ceramica.

## Descrizione
A differenza del metallo duro il cermet usa particelle a base di carburo di titanio invece che di carburo di tungsteno, originariamente erano composito di TiC e nichel, quest'ultimo venne rimosso dai cermet moderni i quali sono formati principalmente da carbonitruro di titanio Ti (C, N), una seconda fase dura di (Ti, Nb, W) (C, N) e un legante di cobalto arricchito di W, questo permette una maggiore resistenza all'usura e una minore tendenza all'incollamento, ma come contro ha una minore resistenza alla compressione e inferiore resistenza agli shock termici, per aumentare ulteriormente la resistenza ad usura possono essere applicati rivestimenti PVD.
Il carbonitruro di titanio conferisce una maggiore resistenza all'usura, la seconda fase dura aumenta la resistenza alla deformazione plastica e la quantità di cobalto serve a controllare la tenacità.

## Storia
Il cermet si può definire un metallo duro senza carburo di tungsteno, il primo brevetto di tale metallo si ha nel 1931 da parte della PLANSEE (inventori: P. Schwarzkopf e J. Hirschl), con la lega TiC, Mo2C, Ni [Co,Cr], ma risultava fragile e non ebbe grande successo.
La ricerca venne sviluppata al termine della seconda guerra mondiale, a seguito di una richiesta della United States Air Force, in quanto il conflitto mondiale aveva mostrato la necessità di creare un materiale resistente alle alte temperature. Le prime università statunitensi che si applicarono nella ricerca furono l'Università statale dell'Ohio e quella dell'Illinois e nel 1956 si ha il cermet tipo A TiC-Mo-Ni, successivamente nel '68 ci fu il cermet tipo B TiC-WC-Mo-Ni-Co, nel '74 il tipo C TiC-TiN-TaC-Mo-Ni-Co-WC e nell'81 il tipo D TiC-TaC-WC-Mo-Ni-Co.